# Тети Ђиларди е Фалкеро (Торино)
Тети Ђиларди е Фалкеро је насеље у Италији у округу Торино, региону Пијемонт.
Према процени из 2011. у насељу је живело 83 становника. Насеље се налази на надморској висини од 278 м.